# فرانكو بروساتي
فرانكو بروساتي (4 أغسطس 1922 في ميلانو - 28 فبراير 1993 في روما)، هو كاتب سيناريو ومخرج إيطالي. 

## روابط خارجية
فرانكو بروساتي على موقع IMDb (الإنجليزية)
- فرانكو بروساتي على موقع ألو سيني (الفرنسية)
- فرانكو بروساتي على موقع أول موفي (الإنجليزية)
- فرانكو بروساتي على موقع قاعدة بيانات الأفلام السويدية (السويدية)
- فرانكو بروساتي على موقع ديسكوغز (الإنجليزية)
- فرانكو بروساتي على موقع قاعدة بيانات الفيلم (الإنجليزية)
- فرانكو بروساتي على موقع كينوبويسك (الروسية)